# Fèlix Urgellès i de Tovar
Fèlix Urgellés i de Tovar (Barcelona, 1845 - 16 d'abril de 1919) fou un pintor i escenògraf català de renom.

## Biografia

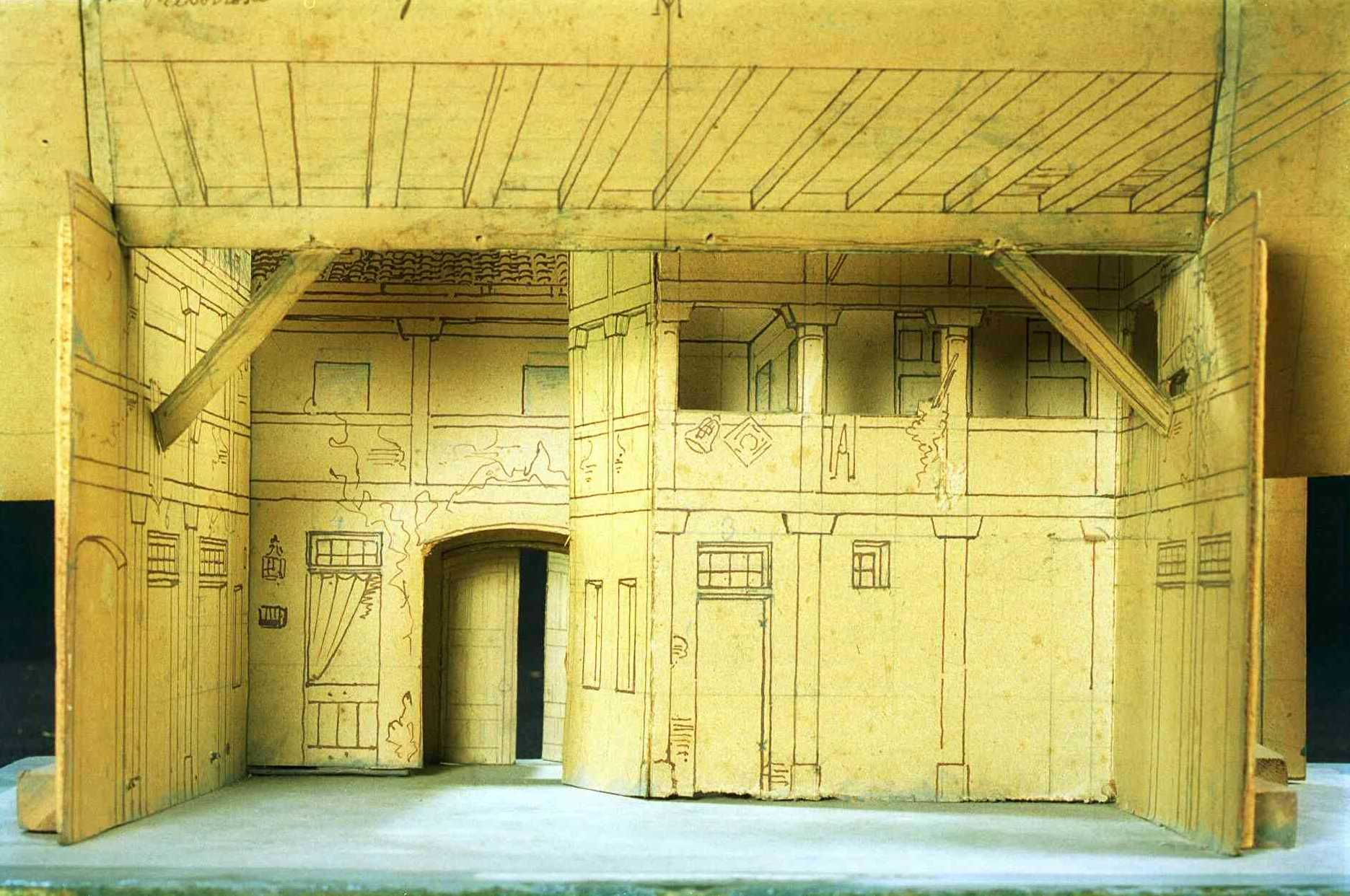
Teatrí de Fèlix Urgellès (ca 1880) per a la sarsuela La revoltosa amb música de Ruperto Chapí, conservat al fons escenogràfic del MAE

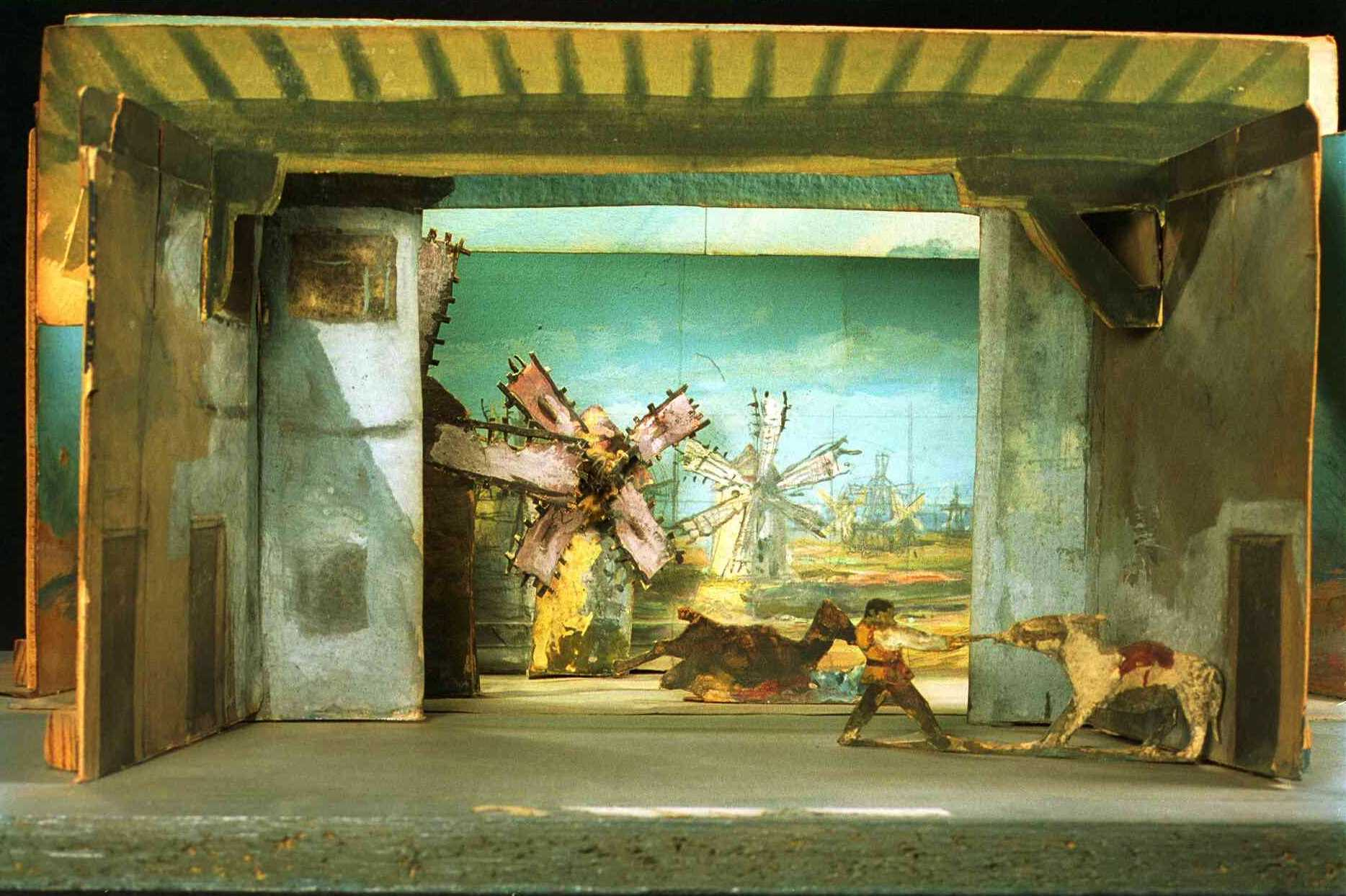
Teatrí de Fèlix Urgellès (ca 1905) per a la sarsuelaLa Venta de don Quijote amb música de Ruperto Chapí, conservat al fons escenogràfic del MAE

Fill de Fèlix Urgellès i Rovira mort a Barcelona el 26 de febrer de 1875 i de Maria Anna de Tovar i Matarrodona naturals de Vilafranca del Penedès. Casat amb Carme Caminals i Sabater i pare de Josep Maria Urgellés i Caminals, també pintor escenògraf.
Es formà amb Josep Planella, i es dedicà especialment a les decoracions de paisatges, que feia de gran qualitat, caracteritzades pel tractament de les ombres i clarors matisades. Inicialment es dedicà únicament a la pintura de cavallet, estudiant els grans mestres a Madrid (Museu del Prado), Paris, Londres, Lyon i Sevilla. Participà en les exposicions nacionals de belles arts de Madrid dels anys 1871, 1876 i 1878 (tercera medalla per A orillas del Ter), guanyant medalles en les dues darreres. També obtingué el reconeixement amb una medalla a l'exposició de l'Associació per al Foment de les Belles Arts de 1878, a Girona; on havia ja participat en les edicions dels dos anys anteriors. I a Barcelona, el 1870, a l'exposició d'objectes d'art promoguda per la Societat per a exposicions de Belles Arts.
Més endavant es decantà clarament pel món de l'escenografia, seduït per les possibilitats que oferien les dimensions de les seves teles. Mantingué el seu estil pictòric, aconseguint en les seves decoracions magnífics efectes de llum, llunyans i dilatats horitzons,... Del 1881 al 1888 feu societat amb Miquel Moragas, qui, a partir, del 1889 formà nova societat amb el seu nebot Salvador Alarma. Pintà decoracions per als teatres, entre d'altres, del Liceu, del Principal, del Circ Barcelonès, del Còmic, del Nou, amb obres com Les muntanyes blanques (Vallmitjana), Maria de Magdala (Guimerà), Gisela (Adam) o Götterdämmerung, així com decorats a Buenos Aires, La Habana o Guatemala. En el seu estudi es formaren altres escenògrafs com Oleguer Junyent o el dramaturg Ignasi Iglésias.
La seva activitat, tot i ser la més rellevant, no es reduí només a la de pintor-escenògraf, sinó que també feu de decorador, el 1881 al Pavelló Imperial Japonés o el 1890 reformant la botiga del fotògraf Rafael Areñas, aplicant-hi l'estètica japonesa, tan en voga a finals de segle. A les darreries de segle, pintà panorames (teles de grans dimensions muntades sobre bastides cilíndriques giratòries, pintades amb perspectiva i que vingueren a ser els avantpassats del cinema); en concret treballà en les del Panorama Montserrat, al carrer Pujades amb carrer Comerç, junt a Miquel Moragas i amb el tema de panoràmiques de Montserrat.

## Fons
El Centre de Documentació i Museu de les Arts Escèniques conserva part de la seva escenografia: teatrins i esbossos. Es troba a l'Escena Digital del MAE.